# 須達多
須達多（梵語、巴利語：Sudatta），古印度拘薩羅國舍衛城富商。為人樂善好施，常布施供給孤苦、独夫等無依者，故又稱給孤獨長者（巴利語：Anāthapiṇḍika-gahapati）。
須達多居士本來信奉婆罗门教，後來聽聞釋迦牟尼佛在王舍城的悉達樹林說法，即前往拜見。當他穿過一塊墓地時，他感到非常害怕，但對佛陀的信心升起後，即不再懼怕而能勇往直前，最後到達悉達樹林。他到達後，佛陀直呼其名：“須達多，到這裏來吧。”聽佛說法後，萬分感動，即證得第一聖果，隨即請佛陀在舍衛城過雨安居。當他回到舍衛城後，立刻發誓為佛教護法，須達多看到城南郊之園林幽清靜雅，想要把此地奉獻與釋迦佛，改為精舍，於是拜謁地主祇陀。祇陀乃波斯匿王之太子，富有無比，根本看不上須達多手上的銀錢，於是戲言「將黃金鋪滿園地，才肯賣出」。須達多歡欣鼓舞，耗盡家資，終於辦到要求，將金箔鋪滿了園地，祇陀太子感動而言：「園中土地，盡滿金箔，已為公得。惟我園中木未貼金箔，仍為我有。吾亦欲以獻佛也。」因祇陀太子奉獻樹林，須達多（給孤獨長者）奉獻園地之故，故稱「祇樹給孤獨園」，簡稱「祇園」。
根據《賢愚經》，須達多在祇樹給孤獨園動工時，舍利弗曾跟他說，由於須達多布施精舍給佛陀說法的果報，其在六欲天中的宮殿已經完成。
漢傳佛教寺院的伽藍殿，供奉波斯匿王、祇陀太子，及須達多三人，是以檀越護持佛法一事，列為伽藍神。

## 生平

### 早期生活與家庭
給孤獨長者住在憍薩羅國舍衛城中，是城中富豪。妻子名般那羅克那（Puññalokkhana），他們有三個孝順的女兒及一個小兒子，名大輸波陀（Mahāsubhadda）、小輸波陀（Cūlasubbhadda）及輸摩那（Sumana），小兒子名卡羅（Kala）。他有一位姐姐及姐夫住在王舍城，也是富商。他們一家人都證得果位，他、妻子及年長的二個女兒及小兒子都證得初果，他的三女兒證得二果。

### 與佛陀相見
給孤獨長者前往在王舍城的姐夫家，其姐夫說佛陀在王舍城的悉達樹林，因此他去見佛。當時他經過墓地而生起懼怕，但對佛陀的信心使到懼怕消退，有三次這樣的情況，使他對佛陀增強了信心。他終於到了悉達樹林，佛法早知他會來到，直接叫他：“須達多，到這兒來吧。”他即前往佛陀面前，佛陀對他說了一偈後，他即證得初果。

### 建祇樹給孤獨園
給孤獨長者在證得初果後，即想供養僧團一個寺院。當他回到舍衛城後，想買下原屬祇陀太子的園林，但祇陀太子要他以黃金為代價，於是他以黃金來舖地，又以巨資建造了著名的祇陀精舍。